# Herb Zimbabwe
Herb Zimbabwe − jeden z oficjalnych symboli Zimbabwe, przyjęty 21 września 1981 roku, półtora roku po fladze.

## Opis
Herb przedstawia na tarczy dwudzielnej w pas, w polu górnym 14 naprzemianległych pionowych srebrnych i błękitnych fal. W polu dolnym zielonym srebrny monument z ruin tzw. Wielkiego Zimbabwe. Na tarczy złoto-zielony zawój, na którym tzw. złoty ptak Zimbabwe na tle czerwonej pięcioramiennej gwiazdy.
Trzymaczami tarczy herbowej są dwie antylopy kudu. Za tarczą skrzyżowane  motyka i karabin. Pod tarczą, na postumencie kłosy pszenicy, bawełna i kolba kukurydzy. Poniżej tarczy znajduje się wstęga z mottem Zimbabwe (Jedność, Wolność, Praca).